# Georges Mignet
Pour les articles homonymes, voir Mignet.

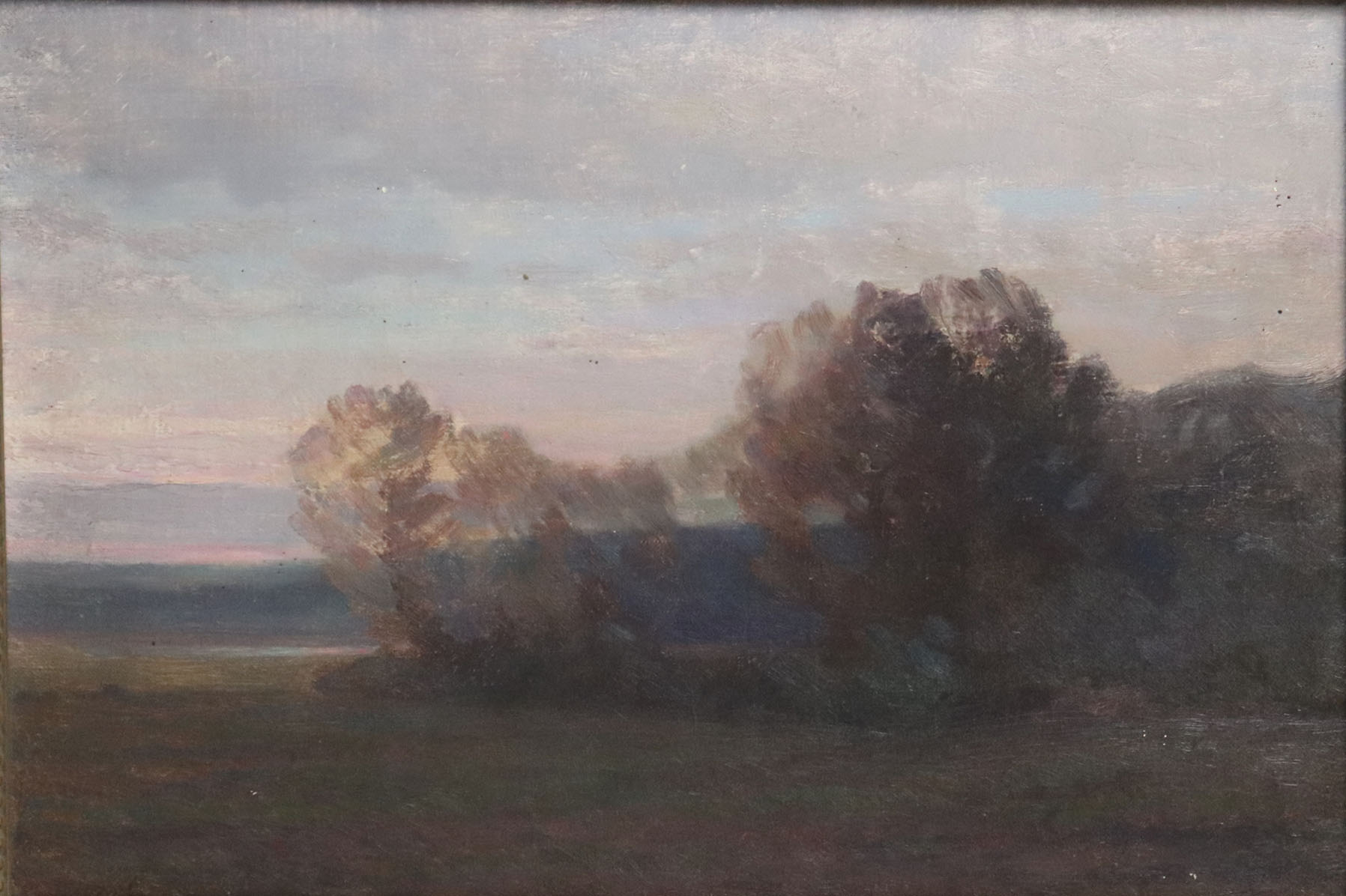
Le Soir, huile sur toile de 1921.

Georges Isidore Mignet, né le 8 juin 1864 à Saintes, et mort le 16 février 1935 à Saintes, est un peintre paysagiste français, spécialiste de la venerie.
Certaines de ses œuvres sont exposées au Musée Dupuy-Mestreau de Saintes.

## Biographie

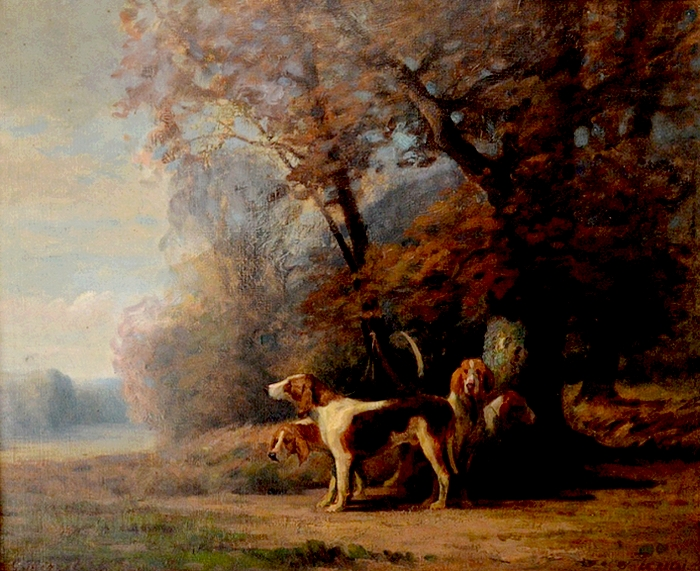
Gascon saintongeois, scène de vènerie.

Sa famille est originaire de La Chapelle-Saint-Laurent, commune du Centre-Ouest de la France située dans le département des Deux-Sèvres.
Il est par sa mère Barbe Marie Alice Picard, un arrière arrière petit-fils du magistrat et député français, André-Antoine Bernard. Son grand-père Thomas Alexis Mignet est cousin avec le journaliste et historien français François-Auguste Mignet.
Fils d'un avocat né à Fontenay-le-Comte, Georges Mignet nait et grandit à Saintes. Formé à Bordeaux dans l'atelier du peintre paysagiste rochefortais Louis-Augustin Auguin, lui-même élève de Corot et compagnon de Gustave Courbet lors de son passage à Saintes, il vécut à partir de 1903 dans son domaine familial du Pinier sur la commune de La Vallée.
Adepte de la chasse à courre, il consacra de nombreuses œuvres à cette discipline et possédait une troupe de pur-sang gascon saintongeois. Il fut également associé au Rallye Belenfant de 1902 à 1908.
Il est le père du concepteur d'avions français Henri Mignet et le gendre de l'ingénieur Charles Fernand Lasne.